# Deutsch-taiwanische Beziehungen
Die Deutsch-taiwanischen Beziehungen beschreiben das zwischenstaatliche Verhältnis zwischen der Bundesrepublik Deutschland und der Republik China (Taiwan). Unter der Ein-China-Politik erkennt Deutschland die Republik China nicht an und es existieren keine offiziellen diplomatischen Beziehungen. Vom Auswärtigen Amt wird Taiwan als ein Wertepartner bezeichnet und Deutschland unterstützt die Einbindung Taiwans in internationale Institutionen. Zwischen Taiwan und Deutschland bestehen zudem enge Wirtschaftsbeziehungen.
Deutschland betreibt mit dem Deutschen Institut Taipei eine deutsche Auslandsvertretung, die de facto als Botschaft fungiert. Taiwan ist in Deutschland über Vertretungen in Berlin, Hamburg, München und Frankfurt am Main und einen Wissenschaftsreferenten in Bonn vertreten.

## Geschichte
Seit der Öffnung der Häfen Taiwans für den Außenhandel Mitte des 19. Jahrhunderts durch die Qing-Dynastie, die letzte kaiserliche Dynastie Chinas, begannen deutsche Handelsunternehmen, sich auf der Insel niederzulassen. 1895 etablierte das Deutsche Reich ein Konsulat in Taiwan am Tamsui-Fluss, welches allerdings 1908 von den Japanern geschlossen wurde. Nach der Niederlage Chinas im Ersten Chinesisch-Japanischen Krieg musste Taiwan 1895 an das japanische Kaiserreich abgetreten werden. 1896 erwog der Unterstaatssekretär des Außenministeriums, Hara Takashi, die neue Kolonie zu einer Erweiterung des japanischen Kernlandes zu machen, nach dem Vorbild der Beziehungen zwischen Elsass-Lothringen und Deutschland sowie zwischen Algerien und Frankreich, was zu Interesse vonseiten der Japaner am deutschen „Modell“ führte.
Nach dem Zweiten Weltkrieg und dem Chinesischen Bürgerkrieg erkannten weder die Bundesrepublik Deutschland noch die Deutsche Demokratische Republik die Republik China an. Die Bundesrepublik verhielt sich neutral und erkannte weder die Volksrepublik China noch die Republik China diplomatisch an, während die DDR als sozialistischer Staat von Beginn an nur die Volksrepublik diplomatisch anerkannte. 1956 eröffnete die Republik China den sogenannten Freichina-Informationsdienst in Bad Godesberg, einen Vorläufer der späteren taiwanischen Vertretung in Deutschland. Die Bundesrepublik entwickelte schon verhältnismäßig früh enge wirtschaftliche Kontakte mit der deutlich größeren Volksrepublik China und erkannte diese im Jahr 1972 offiziell an und bekannte sich damit zur Ein-China-Politik.
Die informellen Kontakte mit Taiwan blieben allerdings bestehen, dessen rasant wachsende Wirtschaft Interesse in der deutschen Wirtschaft weckte. Im Jahre 1981 wurde das Deutsche Wirtschaftsbüro Taipei zur Förderung der deutschen Wirtschaftsinteressen auf der Insel eröffnet. Das Deutsche Institut Taipei wurde 2000 zur politischen Vertretung gegründet. Der Diplomat Klaus Rupprecht wurde in diesem Jahr zum ersten Interessenvertreter Deutschlands als erster Generaldirektor des Instituts. Die Beziehungen haben seitdem an Intensität und Gewicht gewonnen und wurden deutlich ausgebaut.
Die Bundesregierung appellierte im Januar 2021 an die taiwanische Regierung, die taiwanische Halbleiterindustrie davon zu überzeugen, ihre Produktion hochzufahren, da ein weltweiter Halbleitermangel die Erholung der deutschen Wirtschaft von der COVID-19-Pandemie behindere. Der Mangel an Halbleitern hatte zu Problemen in der deutschen Automobilindustrie geführt, was den deutschen Wirtschaftsminister Peter Altmaier dazu veranlasste, sich persönlich an die taiwanische Wirtschaftsministerin Wang Mei-hua zu wenden. Daraufhin bat Wang Mei-hua Deutschland um Hilfe bei der Beschaffung von Impfstoffen gegen COVID-19. Taiwan bestellte Impfstoffe des Herstellers Biontech für 300 Millionen Euro, wobei das Geschäft über die Unternehmen Foxconn und TSMC und nicht über die taiwanische Regierung lief.
Im Juli 2021 unterzeichneten Deutschland und Taiwan ein Abkommen zur Ausweitung des Luftverkehrs zwischen den beiden Ländern. Die Zahl der wöchentlichen Passagierflüge wurde von 7 auf 12 und die Zahl der Frachtflüge von drei auf fünf erhöht. Ein Tweet der chinesischen Tageszeitung Global Times, der sich für eine Endlösung der Taiwan-Frage aussprach, sorgte im Oktober 2021 für internationale Kritik, darunter auch in Deutschland. Der Deutsche Bundestag verabschiedete Ende 2021 eine Entschließung, in der die Bundesregierung aufgefordert wurde, die Beziehungen und die Zusammenarbeit mit Taiwan auszubauen. Im Oktober 2022 besuchte eine deutsche Bundestagsdelegation Taiwan, und 2023 besuchte mit Bettina Stark-Watzinger erstmals seit 1997 wieder ein deutsches Kabinettsmitglied Taiwan.

## Politische Beziehungen und deutsche Haltung in der Taiwan-Frage
Obwohl keine diplomatischen Beziehungen zwischen Taiwan und der Bundesrepublik Deutschland bestehen, kommt es regelmäßig zu Kontakten und Besuchen auf der politischen Ebene. Seit 1989 besteht ein parlamentarischer Freundeskreis Berlin-Taipei im Deutschen Bundestag. Obwohl Deutschland die Ein-China-Politik anerkennt, spricht sich die Bundesregierung gegen jegliche gewaltsame Änderung des politischen Status quo im Taiwan-Konflikt aus und ruft die Konfliktparteien auf, Spannungen abzubauen. 2022 sagte eine deutsche Bundestagsdelegation der taiwanischen Präsidentin Tsai Ing-wen Unterstützung gegenüber dem politischen und militärischen Druck der Volksrepublik China zu. Deutschland unterstützt die Einbindung Taiwans in internationale Organisationen, wie z. B. die Weltgesundheitsorganisation.
Die Beziehungen zu Taiwan stellen für die deutsche Regierung einen Balanceakt dar, da Deutschland bedeutende diplomatische und wirtschaftliche Beziehungen zur Volksrepublik China unterhält.

## Wirtschaftsbeziehungen
Deutschland und Taiwan unterhalten enge wirtschaftlichen Beziehungen und über 300 deutsche Unternehmen sind in Taiwan aktiv. Beide Seiten haben 2013 ein Doppelbesteuerungsabkommen unterzeichnet und Abkommen zur gemeinsamen Entwicklung von Zukunftstechnologien und erneuerbaren Energien abgeschlossen. 2021 lag das bilaterale Handelsvolumen bei 21,5 Milliarden Euro, womit Taiwan auf Platz 25 in der Rangliste der größten Handelspartner Deutschlands steht, was Taiwan zu einem der wichtigsten deutschen Handelspartner in Asien macht. Für die deutsche Wirtschaft ist Taiwan kritisch für die Versorgung mit Halbleitern.

## Kulturbeziehungen
Die deutsch-taiwanischen Kulturbeziehungen haben sich stetig intensiviert. Zu den deutschen Kulturinstitutionen, die in Taiwan vertreten sind, gehören das Goethe-Institut und der DAAD. In Taipeh besteht die Deutsche Schule Taipeh und auf der Ebene der Wissenschaft und der Hochschulen bestehen zahlreiche Partnerschaften.
Die Deutsch-Taiwanische Gesellschaft wurde 1957 als Deutsch-Chinesische Gesellschaft gegründet und hat sich der Förderung der Kulturbeziehungen verschrieben.